# Архсум
Архсум (нем. Archsum, дат. Arksum, с.-фриз. Ārichsem) — деревня на острове Зильт в Северном море в районе Северная Фризия в федеральной земле Шлезвиг-Гольштейн, Германия. Сегодня Архсум входит в общину Зильт.

## Этимология
Название Архсум происходит от «поселение Арке» или «поселение Эрке».

## История
Судя по захоронениям, найденным в 1930-х годах, место, где сейчас располагается деревня, было заселено еще в эпоху неолита.

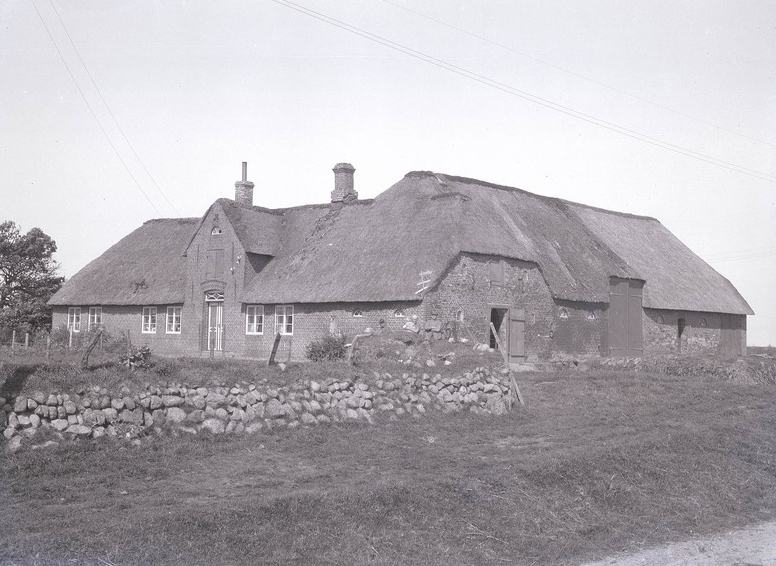
Крестьянский дом в Архсуме (1926)

Архсум впервые упоминается в 1462 году как Арксум. В 1611 году в деревне насчитывалось 38 ферм, а население составляло около 150 человек. В 1709 году 25 мужчин из 53 семей были моряками. Китобойный промысел помог увеличить количество жителей до 259 к 1745 году (среди населения Архсума было 40 моряков). Многие капитаны кораблей построили дома в Архсуме после ухода на пенсию. К 1850 году количество ферм упало до 45. К 1952 году население сократилось до 129. Только в течение 1930-х годов, когда Зильт облюбовали военные, количество жителей ненадолго увеличилось (на 1939 население составляло 306 человек, половина из которых принадлежали Имперской службе труда). До постройки Нёсседайха в 1936/37 году этот район подвергался наводнениям, в результате чего уничтожались урожаи и дома сельчан.

## География
Архсум расположен примерно в 6 км к юго-востоку от Вестерланда, между Кайтумом и Морзумом. Территория деревни занимает 679 га.

## Демография
Население Архсума составляет около 240 человек (на 2013 год).

## Экономика
Земледелие и мореплавание долгое время были основой экономики Архсума. С 1961 года Архсум имеет статус климатического курорта. Сегодня туризм доминирует в местной экономике.

## Достопримечательности
Местные памятники эпохи неолита включают Мерелмерсхуг, могилу возрастом 4500 лет. В 1969—1973 годах Иоахим Рейнштейн раскопал возвышенные территории, которые служили жилищами, такие как Фистклент, и обнаружил находки каменного и бронзового веков, указывающие на 2000-летнюю деревню и другое поселение, которое, вероятно, использовалось между 700 и 1000 годами нашей эры. Последние видимые остатки так называемого Архсумбурга (круглого вала с внутренним диаметром примерно 65 метров, построенного около 2000 лет назад), вероятно, были обнаружены около 1860 года.

## Руководство
В результате реформы 1970 года Архсум стал частью вновь созданной общины Зильт-Ост. 1 января 2009 года Зильт-Ост был объединен с Рантумом и городом Вестерланд. На отдельных референдумах в 2008 году Вестерланд (подавляющее большинство) и Зильт-Ост (относительное большинство) согласились на слияние в мае 2008 года. Рантум вскоре последовал их примеру. В сентябре 2008 году был подписан договор о слиянии.
Архсум теперь является округом общины Зильт. С 1 мая 2015 года главой общины является Николас Хэккель.

## Инфраструктура

### Транспорт
Дорога K117 соединяет Архсум с Морзумом, а также с Кайтумом и Вестерландом. Sylter Verkehrsgesellschaft осуществляет руководство автобусными перевозками, которые являются очень востребованными на острове.

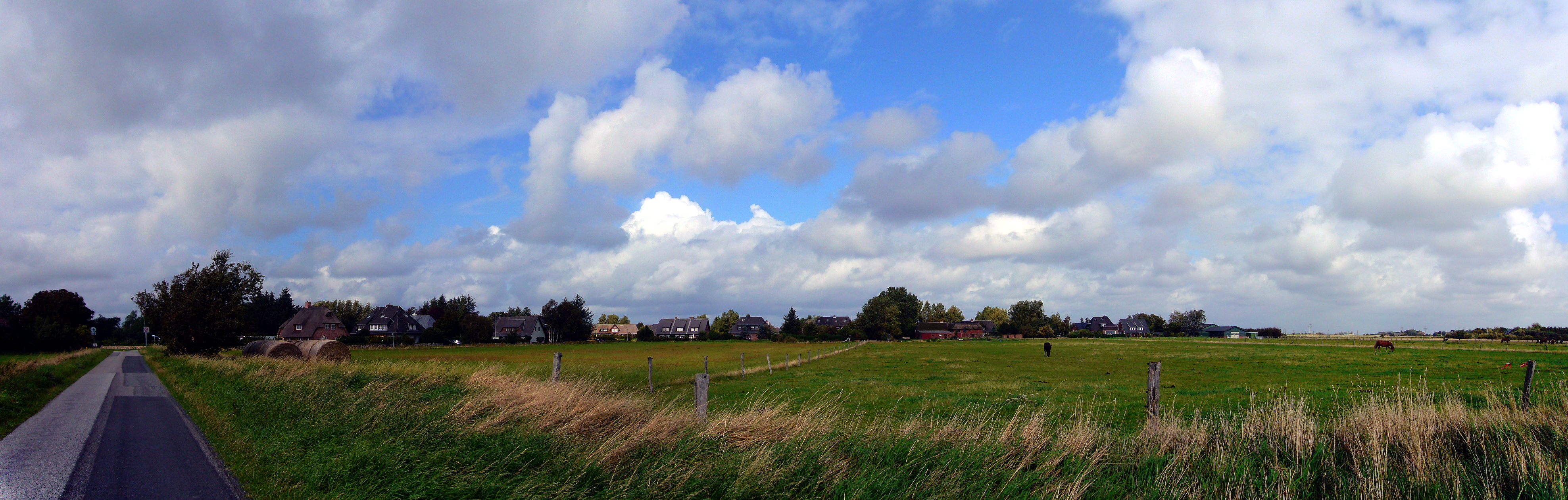
Панорама Архсума